# Ilona Gusenbauer
Ilona Gusenbauer (Austria, 16 de septiembre de 1947) es una atleta austriaca retirada, especializada en la prueba de salto de altura en la que llegó a ser medallista de bronce olímpica en 1972 y plusmarquista mundial desde el 4 de septiembre de 1971 al 24 de septiembre de 1972, con un salto de 1.92 metros.

## Carrera deportiva
En los JJ. OO. de Múnich 1972 ganó la medalla de bronce en el salto de altura, con un salto de 1.88 metros, tras la alemana Ulrike Meyfarth que con 1.92 metros igualaba el récord del mundo, y la búlgara Yordanka Blagoeva (plata también con 1.88 m pero en menos intentos).